# 4-alfa-glucanotransferasi
La 4-alfa-glucanotransferasi è un enzima appartenente alla classe delle transferasi, che catalizza la seguente reazione:
Trasferisce un segmento da un 1,4-α-D-glucano ad una nuova posizione in un accettore, che potrebbe essere glucosio o un 1,4-α-D-glucano
Questa voce comprende anche l'enzima prima denominato numero EC 2.4.1.3 (amilomaltasi). L'enzima delle piante è stato definito D-enzima. Un'attività enzimatica di questo tipo fa parte del sistema di deramificazione del glicogeno nei mammiferi e nel lievito. (vedi amilo-alfa-1,6-glucosidasi, numero EC 3.2.1.33).